# Europa
 For alternative betydninger, se Europa (flertydig). (Se også artikler, som begynder med Europa)
Europa er en verdensdel som strækker sig fra Atlanterhavet i vest til Uralbjergene i øst; og fra Middelhavet i syd til Nordpolen. Det udgør den vestlige tredjedel af kontinentet Eurasien. Siden 1700-tallet er grænsen mellem Europa og Asien almindeligvis blevet anset for at gå langs Ural; først bjergkæden og derefter floden; Det Kaspiske Hav, Manytj-lavningen nord for Kaukasus, eventuelt Kaukasus-bjergkæden, Sortehavet, Bosporusstrædet, Marmarahavet og Dardanellerne.
Europas samlede fladeareal er 10.506.000 km², det vil sige 6,7 % af landmasserne på Jorden. Det samlede folketal var på 740 millioner i 2015,[kilde mangler] hvilket var 11 % af alle mennesker i verden. Afhængigt af hvordan man opgør det har Europa et varierende antal selvstændige lande, imidlertid har Europarådet 47 medlemslande, hvoraf Rusland er det største målt på såvel areal som befolkning, mens Vatikanstaten i Rom er den mindste.

## Etymologi ogbegrebshistorie
Dette afsnit handler om, hvad ordet Europa har betydet, og hvilket geografisk område det refererer til, og hvorledes dette har ændret sig de sidste 2500 år.
Det græske begreb Europa er sandsynligvis afledt fra græsk eurys (= "bred") og ops (= "ansigt"), hvor ‘bred’ er blevet et beskrivende ord for jorden i sig selv i den (rekonstruerede) urindoeuropæiske religion. Enkelte sprogforskere har derimod antydet, at Europa er baseret på et semitisk ord, nemlig det akkadiske erēbu i betydningen "solnedgang". Set fra Mellemøsten går solen ned over Europa, landene i vest. På samme måde antages det, at ordet Asien kan tænkes at komme fra et semitisk ord som det akkadiske asu, "solopgang".
For den græske geograf Hekataios bestod den kendte verden af to verdensdele: Europa og Asien. Grænsen gik ved det Ægæiske Hav, Azovske Hav og Marmarahavet og floden Don. For historieskriveren Herodot var Asien identificeret med det store Perserrige, mens Europa var den græske civilisation.
En brug af ordet som den almindeligste betegnelse for det, som vi i dag opfatter som Europa, hører til moderne tid. I antikken omtalte man det romerske rige som "Rom" eller "Imperium Romanum". Der fandtes da ikke noget geografisk udtryk som inkluderede riget nord for Middelhavet og som desuden inkluderede områderne beboet af germanske og slaviske stammer i Nord- og Østeuropa.
Ordet spredte sig fra græsk til Europas romanske sprog gennem en berømt myte. som blev genfortalt i senantikken. I græsk mytologi var Europa en fønikisk prinsesse, som blev forført af Zeus i form af en hvid okse og ført til øen Kreta, hvor hun fødte Minos, Rhadamantys, og Sarpedon. For Homer var Europé (græsk Ευρωπη) den mytologiske dronning af Kreta, ikke stedet, som hun blev ført til. I lighed med andre græske myter er denne myte næppe ophavet til ordet Europa i sig selv, men skabt i eftertid for at give ordet en spændende forhistorie. Senere blev Europa ensbetydende med fastlandet Grækenland, og omkring 500 f.Kr. omfattede betydningen efterhånden også landene nord for Grækenland.
Myten om prinsesse Europa er blevet overbragt af tre af senantikkens historiefortællere: St. Augustin, Isidor af Sevilla og Orosius. Det er usikkert, hvor de regnede grænsen mellem verdensdelene (orbis terrarum). For Orosius gik grænsen mellem Asien og Europa gennem floden Don og det Azovske Hav. Orosius blev kilde for 900-tallets frankiske lærde Richter af St. Rémy, der fremstillede verden som tre orbis plaga hvor Mare Nostrum (Middelhavet) var skellet mellem verdensdelene. Richter regnede flere af folkeslagene, som slog sig ned i Europa i Folkevandringstiden for at komme fra Asien. Lombardernes historieskriver Paulus Diaconus (død 797?) regnede lombarderne for at have flyttet fra øen Scandinavia  på grund af overbefolkning. Det lader til, at Skandinavien dengang ikke blev regnet for en del af Europa. Dette skyldes vel, at graden af civiliserethed var blevet introduceret som et kriterium for at være en del af "Europa".
I senantikken og middelalderen var det mere normalt at skelne mellem "Kristenheden" og hedenske områder, end at bruge betegnelsen Europa. Men indenfor "Kristenheden" begyndte begrebet Europa gradvis at få den betydningen, som det har i dag. Ved at referere til "Europa" i hyldestdigt til frankiske konger viste de både, at de var lærde og belæste i den antikke arv, samtidigt med at referencer til Kongen som "Europas konge" indgød aspirationer om fremtidige erobringer. Omend magten ikke strakte sig langt udover Frankerriget, kunne skjaldene i det mindste smigre kongen med at være berømt i "hele Europa". Ved Karl den Stores hof blev referencer til Europa-begrebet hyppigere. For eksempel priste Catwulf Kong Karl i 775 for at være blevet udpeget til at blive Europas konge (Regni Europae). Karl den Stores hof brugte imidlertid helst begrebet Imperium Christianum, ikke det geografiske begreb Europa som betegnelse for frankernes rige. Karolingerne opfattede hovedstaden Aachen som det andet Rom, og deres rige som Romerrigets genkomst i Europa. Der er blevet overleveret flere kilder hvor Karl omtales som rex, pater Europe (konge, Europas far).
En anden terminologi, som blev brugt i middelalderen for at skelne mellem det, som vi i dag regner for (Vest)Europa, og verden for øvrigt, er parret Occidenten / Orienten. Occidenten, af latin Oc + cadere ~ (dit solen) falder ned = Vesten. Occidenten var dermed den vestlige kristenhed, som udgjorde størstedelen af Europa.
Lærde kristne i 600-tallet som Isidor af Sevilla førte ud fra sit bibelske historiesyn verdens befolkning tilbage til Noas efterkommere: Jafet, Sem, og Ham. Europæerne stammede fra Jafet, derfor havde folkeslag som frankerne, alemannerne, latinerne og briterne alle samme ophav.

### Skellet mellem Øst- og Vesteuropa
Det begrebsmæssige skel mellem Vesteuropa og Østeuropa blev introduceret af oplysningsfilosoffen Voltaire i en biografi over den svenske kong Karl 12. fra 1731.
Dette skel blev cementeret under den kolde krig, da de østeuropæiske lande blev sovjetiske vasalstater. Efter Berlinmurens fald ville enkelte genoplive udtrykket Østmiddel-Europa for at skabe kontinuitet til historien før verdenskrigene. Imidlertid ser det ud til, at ordet Centraleuropa er blevet det hyppigst brugte begreb for at beskrive de eks-kommunistiske stater, som ikke var en del af Sovjetunionen.
Inddellingen af Europa
Man kan inddele Europa i 6 geografiske områder. Der er Sydøsteuropa, Sydeuropa, Centraleuropa, Vesteuropa, Østeuropa og Nordeuropa.

### Europa på andre sprog
Et stort antal af verdens sprog benytter ord som er afledt af "Europa" for at referere til kontinentet, for eksempel benytter kinesisk det fonetisk lignende ord Ōuzhōu (欧洲).

## Historie

### Forhistorisk Europa

#### Palæolitisk
Homo erectus og Neandertalerne slog sig ned i Europa længe før det moderne menneske, Homo sapiens sapiens viste sig. De ældste menneskeben (homo georgicus) er fundet i Dmanisi, Georgien, dateret 2.000.000 år tilbage. De tidligste spor af det moderne menneske kan stamme 35.000 år tilbage i tiden. Spor efter permanente bosætninger kan dateres til det 7. millenium f. Kr., i Bulgarien, Rumænien og Grækenland.

#### Neolitisk
Den neolitiske tidsperiode nåde Centraleuropa i det 6. millenium f. Kr. og Nordeuropa i det 5. og 4. millenium. Der er ingen præhistorisk kultur som dækker hele Europa.

#### Bronzealderen
Bronzealderen er en betegnelse på en periode i menneskets historie som fandt sted mellem stenalderen (nogen steder kobberalderen) og jernalderen. Perioden har fået sit navn fordi bronze var det mest avancerede materiale man havde for tilvirkning af redskaber, våben og smykker på den tid. Bronze er en legering som består af ca. 90 % kobber og 10 % tin. Den var meget kostbar, og man brugte derfor fortsat en mængde stenredskaber helt frem til romersk jernalder.
(Opdelingen af oldtiden i tre perioder; sten-, bronze- og jernalder, blev oprindelig formuleret af den danske arkæolog Christian Jürgensen Thomsen.)
Bronzealderen indtræffer til forskellige tider, afhængig af hvilke steder man snakker om. De ældste kendte bronzegenstande er fra Mellemøsten (Egypten og Mesopotamien) ca. 3500 f.Kr. Herfra breder det sig til Grækenland 3200 f.Kr., Østeuropa 2500 f.Kr., Vesteuropa 2200 f.Kr., Kina 2000 f.Kr., og Skandinavien 1800 f.Kr.

### Jernalderen
Jernalderen er i arkæologien regnet som den tidsperiode hvor brugen af jern er fremtrædende i produktionen af våben og redskaber. I Danmark begyndte jernalderen fra omkring år 500 f.Kr., men de tidligste spor af jernudvinding er meget ældre, måske så tidligt som år 3000 f.Kr. Det tog henimod 1000 år fra menneskeheden opdagede jernudvinding til kundskaben nåede Norden. Jernalderen begyndte på forskellige tider på forskellige steder i Europa.
I Europa og Asien efterfølger jernalderen bronzealderen, mens den i resten af verden efterfølger stenalderen direkte. Det er vanskeligt at tidsfæste jernalderen nøjagtigt for en enkelt region, men det refererer til den tidsperiode hvor brugen af jern er det mest avancerede metalarbejde til en civilisation.

### Oldtidens Grækenland og Romerriget
Oldtidens Grækenland var enerådende og nyskabende indenfor forskellige styreformer (det athenske demokrati), filosofi, videnskab, politik, sport, teater og musik. De græske bystater grundlagde flere kolonier ved Sortehavet, Middelhavet, Lilleasien, Sicilien og i Syditalien. Den græske verden kom til et halt ved den Peloponnesiske Krig, og den senere Makedoniens ekspansion i det 4. århundrede f.Kr.
Meget af den græske kundskab blev assimileret af romerne og spredt udover det europæiske kontinent. Romerriget havde sit center ved Middelhavet, og kontrollerede alle de nærliggende lande omkring havet. Den nordlige grænse var i form af naturlige hindringer, som floderne Rhinen og Donau. Under kejser Trajan, i det andet århundrede, nåede riget sit territorielle højdepunkt, hvor Storbritannien, Dakien (dagens Rumænien) og dele af Mesopotamien var inkluderet. Kejserrigets første periode, Pax Romana, bragte fred med sig, civilisation og effektive centraliserede regeringer til de underlagte områder, men i det 3. århundrede begyndte riget at skrante gennem en serie af borgerkrige og økonomiske, samt sociale kriser.

### Vikingetiden
Vikingetiden er en periode i nordeuropæisk historie som strækker sig fra sidste del af 700-tallet til midten af 1000-tallet. Vikingetiden anses som slut ved Kristendommens indførelse i Norden.

### Middelalderen
Middelalderen regnes i Europa som tiden mellem 500 og 1500 e.Kr. eller mellem faldet af det Vestromerske Rige og Renæssancen i begyndelsen af 1400-tallet. Alle lande i Europa har dateret det Vestromerske Riges fald, som starten på middelalderen, men dateringen for slutningen af middelalderen varierer.
I Spanien betegnes middelalderen som slut i 1492 af to grunde. 1) Christoffer Columbus ankom til Amerika. 2) Generobringen af den Iberiske halvø også kaldet Reconquista. I Italien betegnes middelalderen som slut, ved starten på den kulturelle revolution kendt som Renæssancen. I Grækenland og blandt mange historikere betegnes middelalderen som slut i 1453 ved det Byzantiske Riges fald (Østromerske Rige). I Frankrig betegnes middelalderen som slut ved Hundredårskrigens udløb. I England betegnes middelalderen som slut, da Kong Henrik VII af England får konsolideret sin magt i 1485 efter en lang årrække med borgerkrig, der kendes som Rosekrigene. I Rusland ses middelalderen som slut i 1453 ved faldet af Konstantinopel, hvor Moskva bliver det kristen-ortodokse hovedsæde og Ivan den Store får samlet det russiske folkefærd under ham som zar.
For landene Tyskland, Østrig, Schweiz, Danmark, Tjekkiet, Sverige og Nederlandene slutter middelalderen ved Reformationen i 1500-tallet, hvor man gik fra katolicisme til protestantisme.

### Den sorte død
Den sorte død, også kendt som pesten, er den mest drabelige sygdom mennesket har oplevet. Under den sorte død slog sygdommen mere end 1/3 af Europas befolkning ihjel.
Først gang infektionssygdommen ramte Europa som pandemi var i 541-542, hvor den hed den Justianske pest og slog omkring 1/3 af den Europæiske befolkning ihjel. Der fortsatte med at være dødelige pandemiske udbrud indtil omkring år 750. Det menes at de gentagne udbrud var væsentlig mildere end det første.
Næste gang Europa skulle blive udsat for et lignende pandemisk udbrud var i 1347-1353 et udbrud der kendes som den sorte død. Pesten menes at være startet i Kina, hvorefter den har spredt sig til Kaukasus og derfra til storbyen Konstantinopel. Byen var på dette tidspunkt et meget stort handelscentrum og sygdommen blev hurtigt spredt til resten af Europa.
Det skønnes at infektionssygdommen i løbet af ganske få år tog livet af op til 50% af Europa. Forklaringen på denne høje dødelighed skyldes at Europa på dette tidspunkt havde en stor befolkning, som hverken havde god hygiejne eller god ernæring. Derudover herskede der også i Europa en fatalistisk tankegang, som vidste sig at være meget uhensigtsmæssigt.
Der var flere pandemiske udbrud af pest i Europa dog var ingen af de senere udbrud ligeså dødelige som den sorte død.

### Reformationen
Reformationen var en religiøs omvæltning fra katolicisme til protestantisme i dele af Europa i 1500-tallet, udløst af Martin Luther. Reformationen spredte sig senere fra Nordtyskland til Skandinavien, Schweiz og Frankrig. I England opstod der parallelt en reformation baseret på politiske hensyn, som senere tog meget af den samme retning som reformationen på kontinentet.

### Napoleonskrigene
Napoleonskrigene udspandt sig fra 1800 til 1815 i kølvandet af den franske revolution. Tidsperioden blev frem for alt præget af kampen mellem Napoléon Bonapartes Frankrig på den ene side og Storbritannien, de tyske stater og Rusland på den anden. Frankrig led det endelige nederlag ved slaget ved Waterloo i 1815.

### Restaurationstiden
Wienerkongressen blev afholdt fra 1814 til 1815 og havde som formål at få skabt politisk stabilitet ved at genskabe magtforholdene i Europa, som var der før de 25 år lange revolutions- og Napoleonskrige. Kongressen fastslog politiske grænser som kom til at vare til 1914, og slog fast at princippet om fyrstesuveræniteten skulle være dikteret af magtforholdene, ikke folkesuveræniteten.

### 1. og 2. verdenskrig
1. verdenskrig er en af de blodigste krige nogensinde udkæmpet i Europa. Den varede fra den 1. august 1914 til 11. november 1918, og medførte væsentlige ændringer af Europa-kortet. Nye stater opstod efter nationalstatprincippet; Østrig-Ungarn forsvandt og blev erstattet af en mængde mindre centraleuropæiske stater (mens Tyskland blev omformet fra monarki til republik).
2. verdenskrig var den mest omfattende militære konflikt i verdenshistorien, og involverede en stor del af verdens lande og blev udkæmpet samtidig i flere verdensdele. Selv om der havde været krig Asien siden 1931; er den mest udbredte opfattelse blandt faghistorikere og folk som flest, at 2. verdenskrig udbrød i Europa i 1939, da Tyskland invaderede Polen 1. september med påfølgende krigserklæringer fra Storbritannien og Frankrig.
2. verdenskrig rasede frem til 1945, og endte med aksemagternes totale nederlag. I løbet af krigen, havde hele 70-85 millioner mennesker mistet livet, noget som gør 2. verdenskrig til historiens blodigste konflikt. Der døde omkring 50 millioner mennesker i Europa, hvoraf langt de fleste liv gik tabt på østfronten. Der var en 2:1 ratio mellem civile og militære liv der gik tabt. Dette skyldes den øgede effektivitet og dødelighed af anvendte våben, hungersnød og etnisk udrensning. Dødeligheden under krigen var højest for unge mænd, da de udgjorde langt størstedelen af krigsindsatsen for både de allierede og aksemagterne.
Mod slutningen af 1944 var Tyskland hårdt presset på alle fronter. Krigen til søs var tabt, Østeuropa var faldet i sovjeternes hænder, og på vestfronten var de allierede overlegne i luften. Den 8. maj 1945 undertegnede Tyskland en betingelsesløs kapitulation overfor de allierede, og dagen efter blev dette gentaget overfor de sovjetiske styrker.

### Den russiske revolution
Den russiske revolution i 1917 var en politisk bevægelse i Rusland som endte med at den provisoriske regering som havde erstattet zar, blev smidt. Den førte til oprettelsen af Sovjetunionen som varede til 1991. Revolutionen havde to forskellige faser. Den første var Februarrevolutionen, som fjernede zar Nikolaj 2. af Rusland, den sidste zar, og som forsøgte at oprette en liberal republik. Den anden fase var Oktoberrevolutionen, hvor sovjeterne tog magten fra den provisoriske regering. Denne revolution var inspireret og senere kontrolleret af Vladimir Lenins Bolsjevik-parti. Mens mange historiske begivenheder fandt sted i Moskva og St. Petersborg var det også en bred bevægelse i landsbyer hvor bønder beslaglagde og omfordelte landområder.

### Den kolde krig
Den kolde krig (1945–1989) var rivaliseringen mellem Sovjetunionen og USA som udviklede sig efter 2. verdenskrig grundet forskellige politiske systemer, ideologier og interesser. På den ene side var Sovjetunionen (U.S.S.R.) og dens allierede, ofte refereret til som Østblokken. På den anden side var USA og dens allierede, ofte refereret til som Vestblokken. Man siger gerne at den kolde krig endte i 1989, da Berlinmuren faldt, eller i 1991, da Sovjetunionen blev opløst.

### Den Europæiske Union
Den Europæiske Union har trinvis udviklet sig siden 1953 fra at være et regeringssamarbejde på afgrænsede politiske områder, til at blive en vidtgående statssammenslutning hvor beslutningskompetance på flere lovområder er overført til fællesorganerne.

## Geografi
Geografisk er Europa en del af den større landmasse kendt som Eurasien. Kontinentet begynder ved Uralbjergene i Rusland, hvilket definerer Europas østlige grænse mod Asien. Den sydøstlige grænse med Asien er ikke universelt defineret. Det er almindeligt at definere Uralfloden eller floden Emba (de) som mulige grænser. Grænsen fortsætter med Det Kaspiske Hav og derefter Kaukasus-bjergene, alternativt Kurafloden i Kaukasus. Derefter videre til Sortehavet, Bosporus, Marmarahavet og Dardanellerne. Dette kompletterer grænsen mod Asien. Nogle geografer anser i stedet Aserbajdsjan og Armeniens sydlige grænser med Iran og Tyrkiets sydlige og østlige grænser med Syrien, Irak og Iran som grænsen mellem Asien og Europa af kulturelle årsager. Middelhavet deler Europa og Afrika i syd. Den vestlige grænse er Atlanterhavet, men Island, meget længere ude end det nærmeste punkt i Afrika, er også anset for at være en del af Europa. Europas geografiske center er ikke fastslået, men bliver debatteret af geografer.
Ideen om, at Europa er et kontinent, er ikke universelt godtaget. Nogle ikke-europæiske tekster refererer til et Eurasien-kontinent, eller til et europæisk underkontinent, fordi Europa ikke er omgivet af hav, og i langt højere grad er et kulturelt end et geografisk defineret område.

### Landformer
De to største landformer er "hoved-Europa" og Skandinavien i nord, skilt fra hinanden af Østersøen. Tre mindre halvøer, Den iberiske halvø, Italien og Balkan, springer ud i Middelhavet fra syd. Østover udvider Europa sig indtil grænsen mod Asien ved Uralbjergene.
Landskabet i Europa varierer meget over relativt små områder. De sydlige områder består af bjerge. Bevæger en sig opover synker terrænet fra de høje Alper, Pyrenæerne og Karpaterne gennem høje bjergområder ind til de lave områder i nord. Høje bjerge eksisterer også langs den nordvestlige havgrænse, begyndende vest på De britiske øer, og fortsætter langs hele Norge.
Europas landformer består i tillæg til den generelle beskrivelse også af en række afvig. Underregioner så som Den iberiske halvø og Italien har sine egne komplekse geologiske strukturer, på samme måde som "hoved-Europa" også indeholder afvig så som bjergplateauer, floddale og kratere. Island og De Britiske Øer har egne geologiske strukturer. Mens Island er et eget land i Nordsøen som kun tilhører Europa af politiske grunde, mens De Britiske Øer er høje områder som var knyttet til fastlandet, indtil det stigende havniveau adskilte området til en ø.
Kontinentets mange forskellige geologiske landformer var med på at gøre sit til at forskellige nationer gennem historien etablerede sig i Europa, og blev holdt adskilt længe.

### Floder
Europas længste flod er Volga med 3531 kilometer. Derefter kommer Donau med 2850 kilometer og tredje længste er Ural (2428 km) som ligger ved grænsen til Asien. Andre mindre floder er Dnepr (2290 km), Don (1950 km), Petjora (1809 km), Kama (1805 km), Oka (1500 km), Belaja (1430 km), Dnestr (1352 km) og Rhinen (1234 km).

### Bjerge
Hvilket bjerg, der er Europas højeste, afhænger af, om Kaukasus regnes med som en del af Europa.
Europas højeste bjerg, Kaukasus medregnet:
1. Elbrus (5642 m), Rusland, Kaukasus
2. Dykh-Tau (5203 m), Rusland, Kaukasus
3. Rustaveli (5201 m), Georgien, Kaukasus

Europas højeste bjerg, uden Kaukasus:
1. Mont Blanc / Monte Bianco (4808 m; med iskappe), grænsen Frankrig–Italien, Alperne
2. Dufourspitze (4634 m; Monte Rosa-massivet), grænsen Schweiz–Italien, Alperne
3. Dom (4545 m), Schweiz, Alperne

### Indsøer
Den største indsø er Ladoga i Rusland, den næststørste er Onega i Rusland og den tredjestørste Vänern i Sverige.

### Øer
Den største ø er Storbritannien. Andre store øer er Island, Irland, Sicilien, Sardinien, Korsika, Kreta, Cypern, Sjælland, Svalbard, Novaja Zemlja og Mallorca.

## Lande i Europa
| - Albanien - Andorra - Armenien (også i Asien) - Aserbajdsjan (også i Asien) - Belgien - Bosnien-Hercegovina - Bulgarien - Cypern (også i Asien) - Danmark - Estland - Finland - Frankrig - Georgien (også i Asien) - Grækenland - Holland - Hviderusland - Irland - Island - Italien - Kazakhstan (også i Asien) - Kosovo * (Pr. 1. marts 2017 godkendt af 111 ud af 193 FN-lande) - Kroatien - Letland - Liechtenstein - Litauen - Luxembourg | - Malta - Moldova - Monaco - Montenegro - Nordmakedonien - Norge - Polen - Portugal - Rumænien - Rusland (også i Asien) - San Marino - Schweiz - Serbien - Slovakiet - Slovenien - Spanien - Storbritannien og Nordirland - Sverige - Tjekkiet - Tyrkiet (også i Asien) - Tyskland - Ukraine - Ungarn - Vatikanstaten - Østrig |

Den geografiske grænse mellem Europa og Asien er Uralbjergene og Uralfloden. Fra det Kaspiske Hav følger grænsen Kaukasus gennem Aserbajdsjan og Georgien til Sortehavet. Videre gennem Bosporus,Marmarahavet og Dardanellerne til Middelhavet.